# Erik Weihenmayer

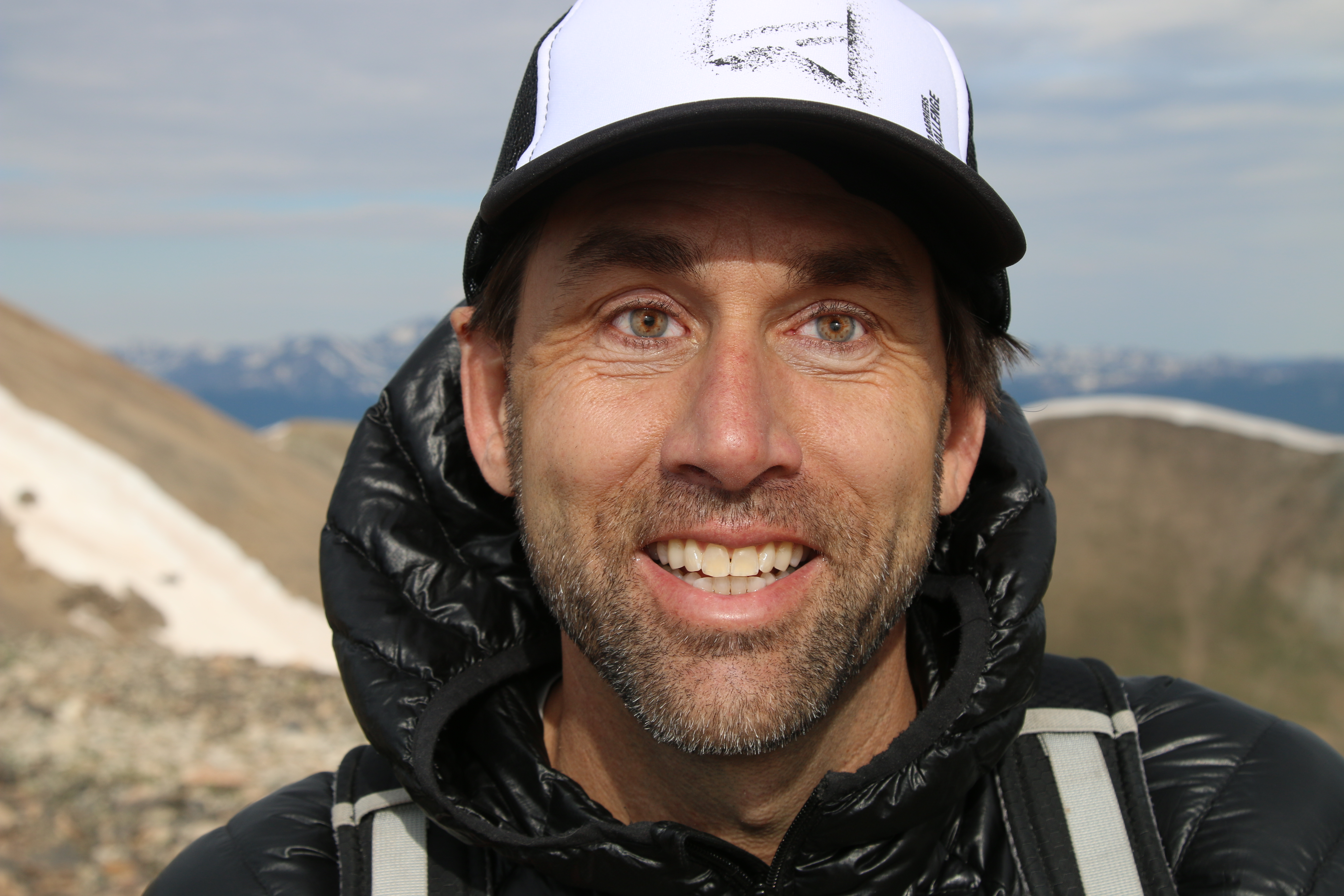
Erik Weihenmayer

Erik Weihenmayer (Boulder, 23 settembre 1968) è un alpinista statunitense, è stato il primo non vedente a raggiungere la vetta dell'Everest, il 25 maggio 2001 a trentadue anni.
È soprannominato l'Uomo Ragno.

## Biografia
A tre anni venne diagnosticata a Erik la retinoschisi e dopo poco tempo Weihenmayer diventò completamente cieco.

Dopo essersi appassionato di alpinismo egli scalò: Monte McKinley, Aconcagua, Kilimangiaro e infine l'Everest.

A lui e alla sua storia è stato dedicato il film "In cima al mondo", interpretato da P. Facinelli e B. Campbell, per la regia di P. Winther (Can 2006).